# Egmond Prill
Egmond Prill (* 1956 in Zschopau; † 27. März 2022 in Kassel) war ein deutscher evangelischer Theologe, Journalist, Verleger, Israel-Lobbyist und Buchautor.

## Leben und Wirken
Egmond Prill besuchte von 1963 bis 1973 die Schule in Weißbach (Amtsberg). Es folgte die Ausbildung zum Elektromonteur und einige Jahre Tätigkeit in diesem Beruf, bevor er 1980 ein Studium der Theologie am Paulinum (Berlin-Friedrichshain) begann und von 1984 bis 1985 Theologie des Alten Testaments und Jüdische Philosophie an der Universität Leipzig studierte sowie das erste und zweite Theologische Examen absolvierte. Danach fand er 1986 eine Anstellung im Landesverband Landeskirchlicher Gemeinschaften Sachsen und arbeitete bis 1992 als Jugendbeauftragter in der Region zwischen Annaberg und Altenburg. Während der friedlichen Revolution war er aktiv in der Bürgerbewegung der DDR, freier Mitarbeiter der Tageszeitung Freie Presse und somit Quereinsteiger in den Journalismus. Nach der Wende 1992 wurde er Leiter der Öffentlichkeitsarbeit und Pressesprecher im Deutschen EC-Verband in Kassel. 1999 wechselte er als theologischer Referent zur Christlichen Medieninitiative pro in Wetzlar und wurde 2008 zum stellvertretenden Geschäftsführer gewählt. Dort war er Mitglied der Israelnetz-Redaktion, die er jahrelang leitete. 2008 übernahm er die Leitung der Christlichen Medienakademie, die er vierzehn Jahre lang leitete und in dieser Zeit sich besonders für die journalistische Nachwuchsförderung einsetzte, die digitale Entwicklung der Akademie voranbrachte und das Netzwerk christlicher Kommunikationsprofis „chriscommunity“ aufbaute.
Zwischen 1993 und 2003 war Prill Mitarbeiter im Team für Presse und Werbung der Aktion ProChrist sowie 2002 Leiter Öffentlichkeitsarbeit und Pressesprecher des Jugend-Kongresses „Christival 2002“ in Kassel und Pressesprecher bei weiteren Großveranstaltungen wie JesusHouse und dem Spring-Festival. 1996 bis 1999 war er zweiter Vorsitzender der Konferenz für Öffentlichkeitsarbeit der Arbeitsgemeinschaft der Evangelischen Jugend. Prill war Mitgründer der Christlichen Internet Arbeitsgemeinschaft (CINA). Als Referent hielt er Vorträge in Schulen, Seminare und Fachreferate zu den Themen Nahost, Israel und jüdisches Leben sowie Medien, organisierte Israel-Kongresse und sprach auf Einladung auch in Schulen und Gymnasien zu diesen Themen. Ab 2004 schrieb er jede Woche eine Kolumne, die in rund 1,5 Millionen Sonntagszeitungen abgedruckt wurde, so auch die „Worte zum Sonntag“ für den Allgemeinen Anzeiger Thüringen.
Prill war Verleger des 2014 gegründeten DRAULITT-Verlags in Kassel und zählte zum Stiftungsrat der Klaus-Dieter-Trayser-Stiftung.

## Privates
Er war ab 1986 mit seiner Frau Heidrun verheiratet und wohnte ab 1992 in Kassel. Im Januar 2022 trat er zusammen mit seiner Frau aus der Evangelischen Kirche von Kurhessen-Waldeck aus. Dies sei ein „notwendiger Schritt zum Seelenheil und zur Glaubenshygiene“ gewesen.

## Veröffentlichungen (Auswahl)
- Kurz und gut. Worte nicht nur zum Sonntag, Hänssler, Holzgerlingen 2005, ISBN 978-3-7751-4424-7.
- Kurz und knackig. Worte für Sonntag und Alltag, Hänssler, Holzgerlingen 2007, ISBN 978-3-7751-4605-0.
- Kurz und kernig: Worte für Sonntage und andere Tage, Hänssler, Holzgerlingen 2008, ISBN 978-3-7751-4882-5.
- mit Andreas Dippel (Hrsg.): Die schleichende Islamisierung? Beiträge, Fakten Hintergründe, SCM Hänssler, Holzgerlingen 2007, 2. Auflage 2009, ISBN 978-3-7751-4771-2.
- SAMTflügel, DRAULITT-Verlag, Kassel 2015, ISBN 978-3-945994-08-5.
- GOLDflügel, DRAULITT-Verlag Kassel 2015, ISBN 978-3-945994-00-9.
- SCHALOMflügel, DRAULITT-Verlag Kassel 2017, ISBN 978-3-945994-04-7.